# Walter Kümmel
Walter Kümmel (ur. 8 stycznia 1905, zm. ?) – zbrodniarz hitlerowski, komendant Eidelstedt - podobozu KL Neuengamme i SS-Unterscharführer. Skazany na 10 lat pozbawienia wolności w pierwszym procesie załogi Neuengamme przez brytyjski Trybunał Wojskowy w Hamburgu.